# Region Stawropol
Koordinaten: 44° 57′ N, 43° 15′ O
Die Region Stawropol (russisch Ставропольский край/Stawropolski krai) ist eine Verwaltungseinheit (Krai) in Russland. Sie liegt im südlichen Teil Russlands, im Nordkaukasus, und hat rund 2,7 Millionen Einwohner. Hauptstadt ist das gleichnamige Stawropol.

## Geschichte
In der Region Stawropol haben Archäologen Siedlungen entdeckt, die aus dem 4. Jahrtausend vor unserer Zeitrechnung stammen. In den Tälern der Flüsse Jegorlyk und Kuma gibt es unzählige alte Siedlungen, Grabhügel und befestigte Siedlungen. Dort wo sich heute die Stadt Budjonnowsk befindet, lag zur Zeit der so genannten Goldenen Horde die Stadt Madschar. Sie war im 14. und 15. Jahrhundert eine bedeutende Stadt im Nordkaukasus. Im Mittelalter führten zahlreiche Handelsrouten durch die Region, darunter die Seidenstraße. Bis in die zweite Hälfte des 18. Jahrhunderts befanden sich diese dünn besiedelten Gebiete unter der Herrschaft des Osmanischen Reiches. Mit dem Ende des Russisch-Türkischen Krieges von 1768 bis 1774 ging die Region Stawropol vom Osmanischen Reich an Russland über. Im Jahr 1777 wurde auf Geheiß der Kaiserin Katharina II. als Bestandteil der Asow-Mosdok-Verteidigungslinie die Festung Stawropol erbaut, wo dann acht Jahre später auch die Stadt Stawropol gegründet wurde.
Nach der Auflösung des Gouvernements Stawropol gehörte die Region Stawropol ab 13. Februar 1924 zur Süd-Ost-Oblast und ab 16. Oktober 1924 zum Krai Nordkaukasus der RSFSR. Als am 15. Dezember 1936 aufgrund der neuen Verfassung die Dagestanische ASSR sowie drei Autonome Oblasti des Nordkaukasus vom Krai Nordkaukasus abgetrennt und zu Autonomen Sowjetrepubliken erhoben wurden, wurde Stawropol (es hieß von 1935 bis 1943 Woroschilowsk) Hauptstadt des Krai Nordkaukasus. Der Name des Territoriums wurde ab 17. März 1937 in Krai Ordschonikidse geändert. Vom 12. Januar 1943 datiert schließlich die heutige Bezeichnung Krai Stawropol.
1995 hatten tschetschenische Terroristen mit Schamil Bassajew an der Spitze bei der Geiselnahme von Budjonnowsk im Krankenhaus der Stadt 1600 Menschen als Geiseln genommen, darunter 150 Kinder und viele Schwangere. Russische Sicherheitskräfte stürmten das Krankenhaus nach sechs Tagen Besetzung, töteten 120 Geiseln und verletzten rund 400. Der damalige Präsident Boris Jelzin kritisierte ihr gewaltsames Vorgehen.

## Bevölkerung
Die Mehrheit der etwa 2,7 Millionen Menschen in der Region Stawropol sind Russen. Außerdem leben dort große Gruppen von Armeniern, Ukrainern und Griechen. Die Nogaier und Turkmenen, die im Osten und Nordosten der Region leben, sind Nachfahren der vorherigen Nomadenbevölkerung der Steppe. Auch die Osseten, die tscherkessischen Kabardiner und die Abasinen sind im Gebirgsvorland teilweise seit langem wohnhaft, teilweise aus dem höheren Kaukasus im 20. Jahrhundert angesiedelt. In jüngerer Zeit hat auch die Anzahl der dagestanischen Bewohner zugenommen, insbesondere der Darginer.

## Wirtschaft
Die Hauptindustriezweige sind der Maschinenbau, die Energiewirtschaft und die Nahrungsmittelindustrie. Die Landwirtschaft ist einer der wichtigsten Wirtschaftszweige der Region, sie zählt mehr als 156.000 Beschäftigte. Im Ackerbau dominiert der Anbau von Getreide und Sonnenblumen. Eine führende Rolle spielt die Viehzucht, darunter die Schafzucht, die Geflügelzucht und die Schweinezucht. Gut entwickelt sind der Gartenbau, der Weinbau und die Imkerei.
Touristisch bedeutend sind zahlreiche Kurorte, die an Heilquellen errichtet wurden. Diese werden auch als Mineralwasser abgefüllt. In der Stawropol Region gibt es zur Zeit 118 Kurheime und Heilstätten und 5 Erholungsheime. Der bekannteste Kurort ist Kislowodsk. Auch  die Förderung und Verarbeitung von Erdöl und Erdgas ist bedeutend, so führen mehrere Pipelines der Ölfelder im Süden durch die Region.

## Naturraum

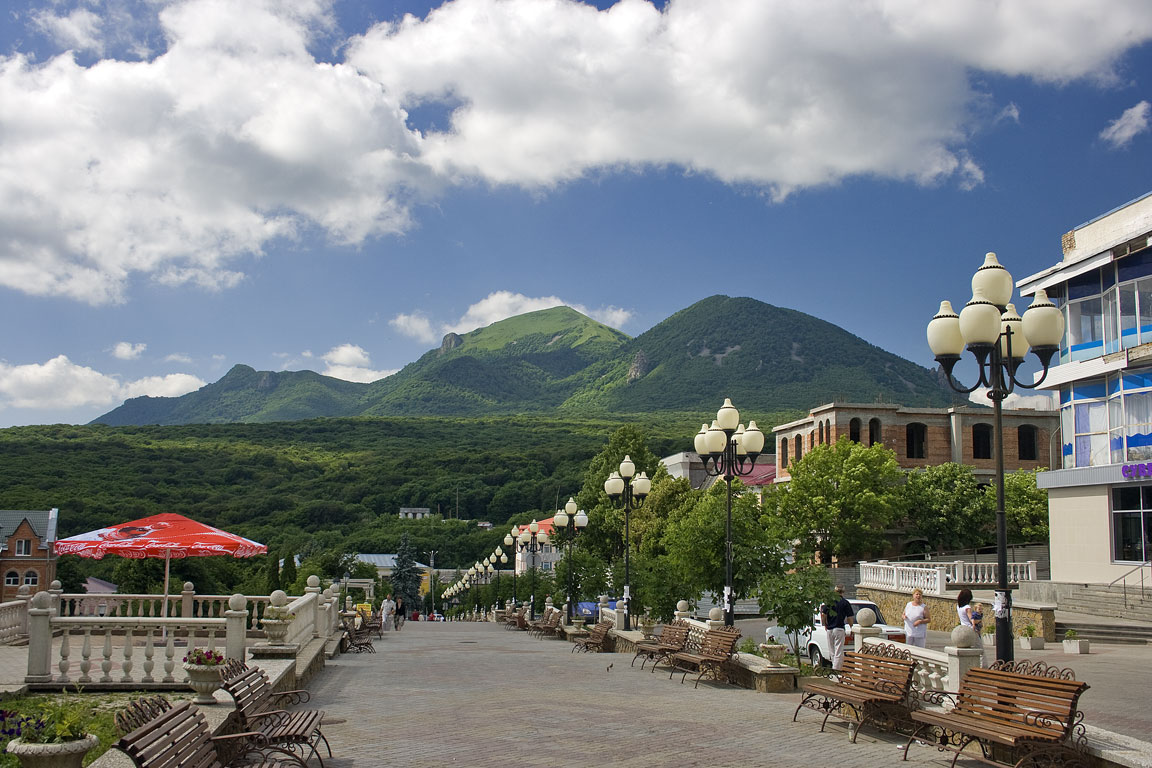
Schelesnowodsk. Blick auf den Berg Beschtau

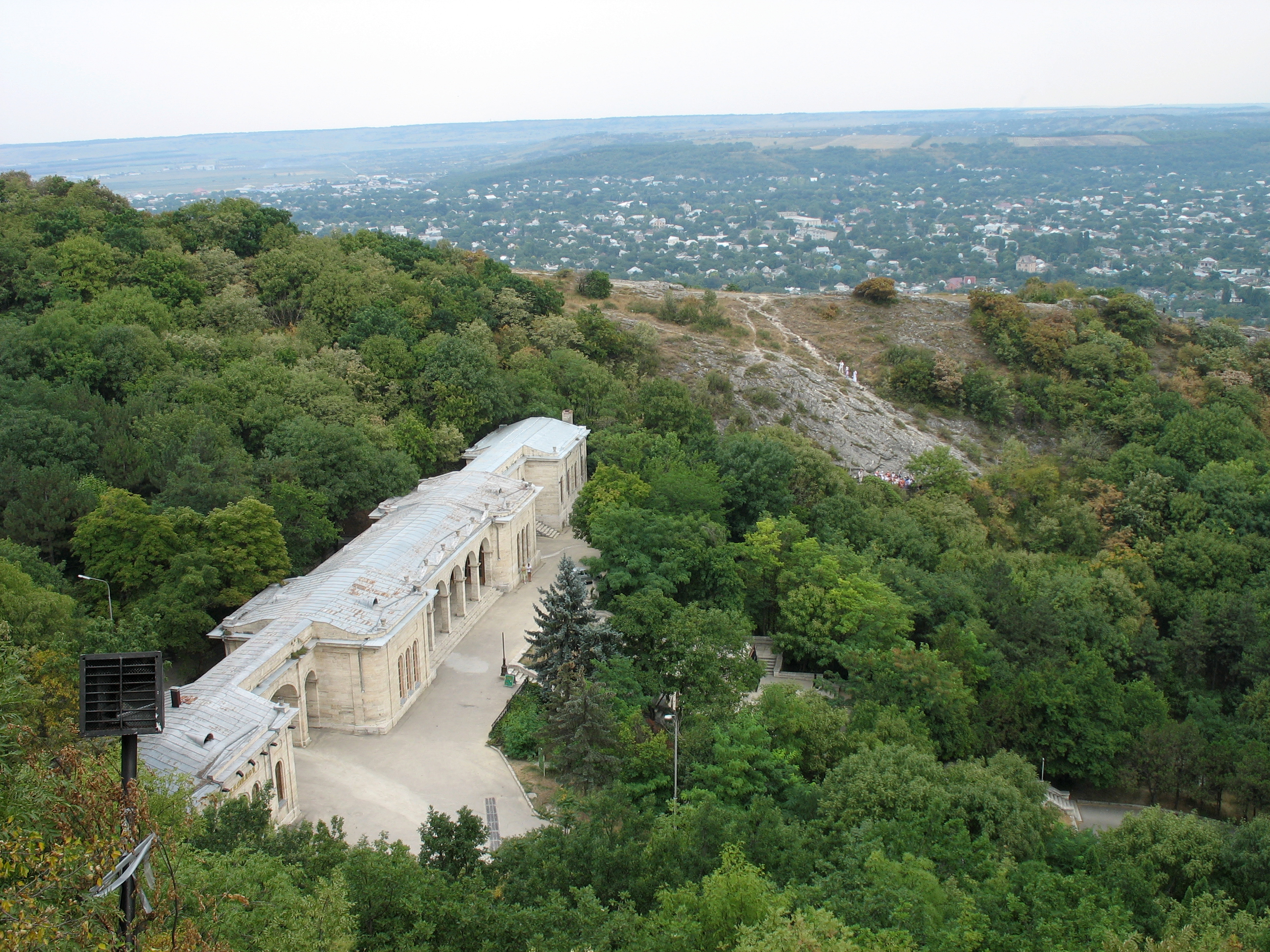
„Akademische Galerie“ bei Pjatigorsk

Die Region liegt im hügeligen Vorland des Kaukasus, den Norden bildet die Manytschniederung, zwischen dem Schwarzen Meer, dem Asowschen und dem Kaspischen Meer. Der bedeutendste Fluss der Region Stawropol ist der Kuban, der dem Elbrus entspringt. Die Region grenzt an neun andere Regionen der Russischen Föderation, auch an Tschetschenien, was des Öfteren zu bewaffneten Übergriffen in der Region geführt hat. Die Region Stawropol liegt an der Grenze zwischen Europa und Asien.
Die Region Stawropol besteht in weiten Teilen aus Steppe, nur wenige hundert Kilometer östlich, befindet sich eine der wenigen reinen Wüstengebiete auf europäischem Boden in der Kalmückischen Steppe. Der Süden ist geprägt durch das Hochgebirge des Kaukasus mit seiner unberührten Natur. Ebenfalls im Süden findet sich eine Gruppe von 17 erloschenen Vulkanen.
An Bodenschätzen gibt es in der Region Stawropol Erdgas, Erdöl und Uranerz. Der besondere Reichtum der Region sind jedoch die Heilwasserquellen. Auf einem relativ kleinen Areal sprudeln mehr als 120 Mineralquellen. Die Kawkasskije Mineralnyje Wody in der Nähe von Mineralnyje Wody mit ihren Mineralwasserquellen sind die bedeutendste Kurortregion der Russischen Föderation.
Auf dem Gebiet der Region befinden sich zwei der insgesamt 84 Naturschutzgebiete Russlands: das archäologische Schutzgebiet Tatarskoje gorodischtsche unweit von Stawropol und der Lermontow-Naturpark.
Im Süden Richtung Kaukasus geht das Klima in ein Hochlandklima über. Die mittlere Temperatur im Juli beträgt +22 °C, wobei die tatsächlichen Tagestemperaturen oft auch 30 °C übersteigen. Im Januar beträgt die mittlere Temperatur −4,4 °C, wobei ein Absinken auf unter −15 °C nicht häufig ist, aber vorkommen kann.

## Verwaltungsgliederung und Städte
Die Region Stawropol gliedert sich in 26 Rajons und 9 Stadtkreise. Die bedeutendsten Orte neben dem Verwaltungszentrum Stawropol sind die vier weiteren Großstädte Pjatigorsk, Kislowodsk, Newinnomyssk und Jessentuki, daneben Mineralnyje Wody, Georgijewsk, Budjonnowsk und Michailowsk. Insgesamt gibt es 19 Städte und sieben Siedlungen städtischen Typs.
| Name         | Russisch     | Einwohner (14. Oktober 2010) |
| ------------ | ------------ | ---------------------------- |
| Stawropol    | Ставрополь   | 398.539                      |
| Pjatigorsk   | Пятигорск    | 142.511                      |
| Kislowodsk   | Кисловодск   | 128.553                      |
| Newinnomyssk | Невинномысск | 118.360                      |
| Jessentuki   | Ессентуки    | 100.996                      |